# Кильюнен, Аннели
Ле́йла А́ннели Ки́льюнен (фин. Leila Anneli Kiljunen; 17 сентября 1957, Лаппеэнранта, Финляндия) — финский политик, депутат Парламента Финляндии (с 2003) от Социал-демократической партии.

## Биография
Родилась 17 сентября 1957 года в Лаппеэнранте, в Финляндии.
С 1989 года была членом городского совета, а с 1993 по 2003 годы работала в правительстве города Лаппеэнранта.
В 2003 года на парламентских выборах стала депутатом Парламента Финляндии от Социал-демократической партии.
В феврале 2013 года заявила о своей готовности занять пост министра базовых услуг, в случае ротации министров в кабинете Катайнена.